# NGC 2274
NGC 2274 (другие обозначения — UGC 3541, MCG 6-15-8, ZWG 175.15, KCPG 118A, PGC 19603) — эллиптическая галактика (E) в созвездии Близнецы.
Этот объект входит в число перечисленных в оригинальной редакции «Нового общего каталога».
В галактике вспыхнула сверхновая SN 2005md типа II. Её пиковая видимая звёздная величина составила 18.1.
Галактика NGC 2274 входит в состав группы галактик NGC 2274. Помимо NGC 2274 в группу также входят NGC 2275 и UGC 3537.